# Hassanal Bolkiah-moskee (Pekan Tutong)
De Hassanal Bolkiah-moskee is een moskee in de stad Pekan Tutong in Brunei. De moskee werd in 1966 geopend; ze biedt plaats aan 1.000 gelovigen.

## Geschiedenis
De bouw van de moskee begon officieel op 17 april 1965 en werd halverwege het daarop volgende jaar voltooid. Ze werd op 26 augustus 1966 ingehuldigd door Hassanal Bolkiah, de huidige sultan van Brunei die op dat moment nog kroonprins was.
Op 7 oktober 2016 organiseerde de moskee een evenement ter herdenking van het gouden jubileum van haar bestaan.